# Acanthophoenix
Acanthophoenix es un género de plantas  perteneciente a la familia  Arecaceae que incluye la especie Acanthophoenix rubra, apreciado en las islas del Océano Índico por su comestible corazón de palmito. Es originario de las islas Mascareñas. Comprende 4 especies descritas, de las cuales solo 3 han sido aceptadas.

## Descripción
Tiene troncos solitarios que son robustos, escasamente armados en la juventud, con una base ligeramente hinchada. Las hojas son pinnadas, de 2 m de largo, y llevadas en un pecíolo tomentoso, poco a densamente espinoso. Los foliolos emergen del raquis peludo en una superficie plana, de color verde oscuro por encima y más claro por debajo, de 30 cm de largo, una vez plegada con un nervio central dentado de color rojo o amarillo.
Las inflorescencias con pedúnculo, tomentosas, de color marrón y espinas de apoyo. Tiene una sola bráctea peduncular, el raquis largo, a menudo espinoso. Las flores están dispuestas en espiral en las primeras raquilas, protegidas por brácteas triangulares. El fruto es elipsoidal a subgloboso,  con un endocarpo delgado, lleva una semilla. La semilla es redonda con endospermo homogéneo y un embrión basal.

## Taxonomía
El género fue descrito por Hermann Wendland  y publicado en Annales Générales d'Horticulture 16: 181. 1865-1867[1867].
Etimología
Acanthophoenix: nombre genérico que combina las palabras griegas Akanthos y phoenix para  "espina" y "palmera".

## Especies
- Acanthophoenix crinitas
- Acanthophoenix rousselii
- Acanthophoenix rubra (Bory) H.Wendl.